# Familjen Redgrave
Familjen Redgrave är en brittisk släkt med skådespelare.
Medlemmar i urval:
- Roy Redgrave (1873-1922), 
  - Gift med Daisy Scudamore. Barn:
    - Sir Michael Redgrave (1908-1985)
      - Gift med Rachel Kempson. Barn:
        - Vanessa Redgrave (1937- )
          - Gift (1962-67) med Tony Richardson. Barn:
            - Natasha Richardson (1963-2009)
              - Gift med Liam Neeson

            - Joely Richardson (1965- )
              - Gift med Tim Bevan

          - Gift (2006- ) med Franco Nero. Barn:
            - Carlo Nero (1969- )

        - Corin Redgrave (1939-2010)
          - Gift med Deirdre Hamilton-Hill. Barn:
            - Jemma Redgrave (1965- )

        - Lynn Redgrave (1943-2010)
          - Gift med John Clark